# Gymnocarcelia languida
Gymnocarcelia languida là một loài ruồi trong họ Tachinidae.